# Varennes-lès-Mâcon
Pour les articles homonymes, voir Varennes.
Varennes-lès-Mâcon est une commune française située dans le département de Saône-et-Loire en région Bourgogne-Franche-Comté.

## Géographie

### Localisation

Localisation de Varennes dans la Saône-et-Loire et l'arrondissement de Mâcon.

Varennes-lès-Mâcon se situe immédiatement au sud à 5 kilomètres de Mâcon, à proximité des bords de Saône. Le village se trouve entre la Bresse à l'est et les monts du Beaujolais au sud. Entourée par les vendanges du Mâconnais, Varennes se trouve proche du Massif central.
Elle est située à 38 kilomètres à l'ouest de Bourg-en-Bresse (préfecture du département de l'Ain dont la commune est limitrophe), à 64 kilomètres au sud de Chalon-sur-Saône (sous-préfecture de Saône-et-Loire), à 69 kilomètres au nord de Lyon, à 400 kilomètres au sud de Paris, à 150 kilomètres à l'ouest de Genève.

### Communes limitrophes
Les communes limitrophes sont Cormoranche-sur-Saône, Grièges, Chaintré, Crêches-sur-Saône, Mâcon et Vinzelles.

### Hydrographie

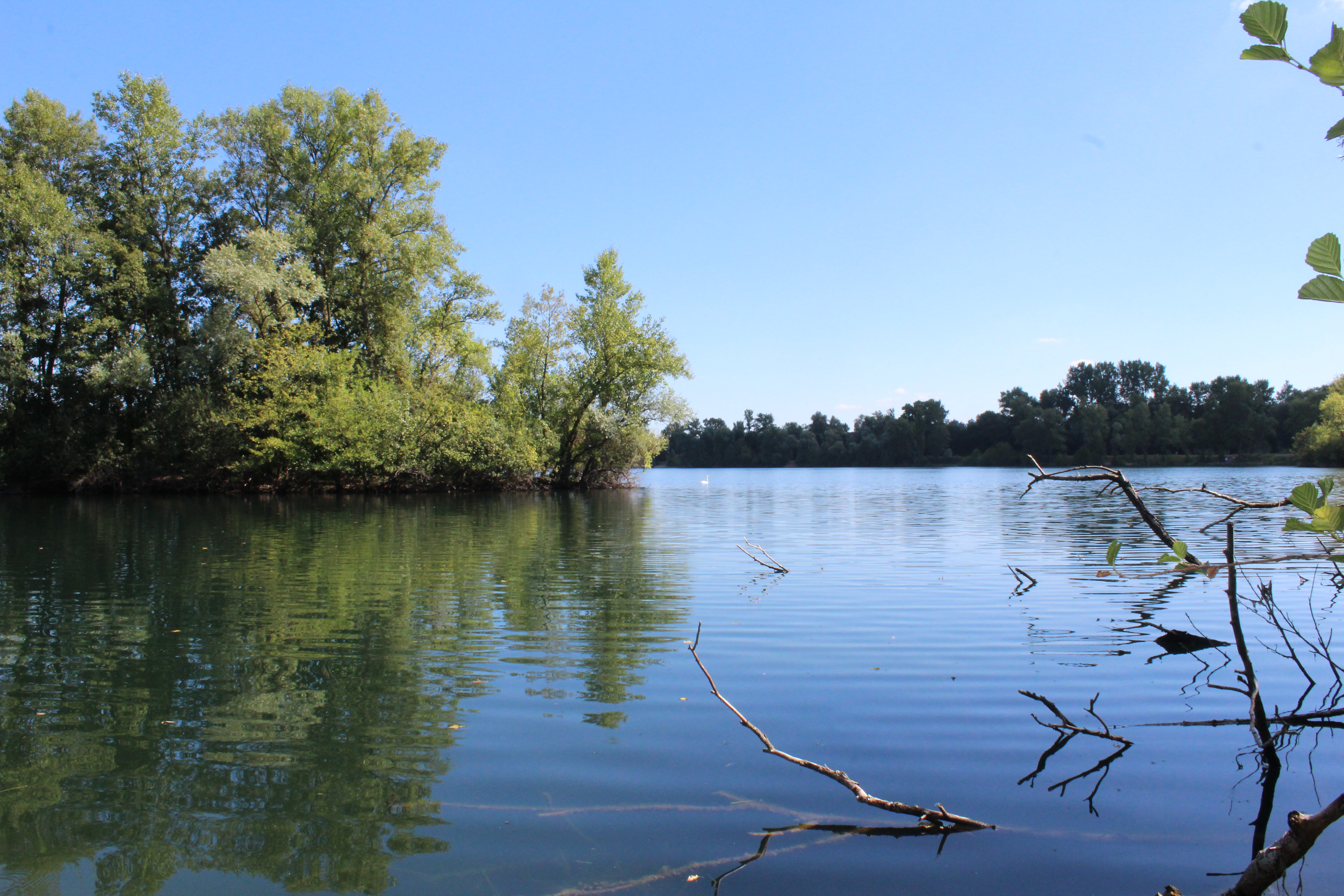
Lac de Varennes.

Varennes-lès-Mâcon est arrosée par la Saône qui la sépare des communes du département de l'Ain. Il y a aussi la Petite Grosne traversant le nord-est de la commune qui se jette dans la Saône.
Vers la Petite Grosne, on trouve le lac de Varennes, appelé aussi lac de la Chassagne, qui est un plan d'eau aménagé pour la baignade.

### Climat
Pour des articles plus généraux, voir Climat de la Bourgogne-Franche-Comté et Climat de Saône-et-Loire.
En 2010, le climat de la commune est de type climat océanique dégradé des plaines du Centre et du Nord, selon une étude du Centre national de la recherche scientifique s'appuyant sur une série de données couvrant la période 1971-2000. En 2020, Météo-France publie une typologie des climats de la France métropolitaine dans laquelle la commune est dans une zone de transition entre le climat semi-continental et le climat de montagne et est dans la région climatique Bourgogne, vallée de la Saône, caractérisée par un bon ensoleillement (1 900 h/an), un été chaud (18,5 °C), un air sec au printemps et en été et des vents faibles.
Pour la période 1971-2000, la température annuelle moyenne est de 11,9 °C, avec une amplitude thermique annuelle de 18,1 °C. Le cumul annuel moyen de précipitations est de 812 mm, avec 10,2 jours de précipitations en janvier et 7,1 jours en juillet. Pour la période 1991-2020, la température moyenne annuelle observée sur la station météorologique de Météo-France la plus proche, « Mâcon », sur la commune de Charnay-lès-Mâcon à 4 km à vol d'oiseau, est de 12,3 °C et le cumul annuel moyen de précipitations est de 833,7 mm. 
La température maximale relevée sur cette station est de 39,8 °C, atteinte le 13 août 2003 ; la température minimale est de −21,4 °C, atteinte le 15 février 1956,,.
Les paramètres climatiques de la commune ont été estimés pour le milieu du siècle (2041-2070) selon différents scénarios d'émission de gaz à effet de serre à partir des nouvelles projections climatiques de référence DRIAS-2020. Ils sont consultables sur un site dédié publié par Météo-France en novembre 2022.

### Axes de communication

#### Routes
L'A406 traverse la commune depuis le début des années 2010. Elle est reliée à l'A40 et permet de contourner le sud de Mâcon pour les automobilistes venant de la Bresse. C'est dans le village que se trouve la transition entre l'autoroute et la route nationale 79 reliant Montmarault à Mâcon.
L'A6 passe deux fois de manière brève dans le territoire. Cette autoroute qui relie Paris à Lyon est accessible depuis la gare de péage de Mâcon Sud.

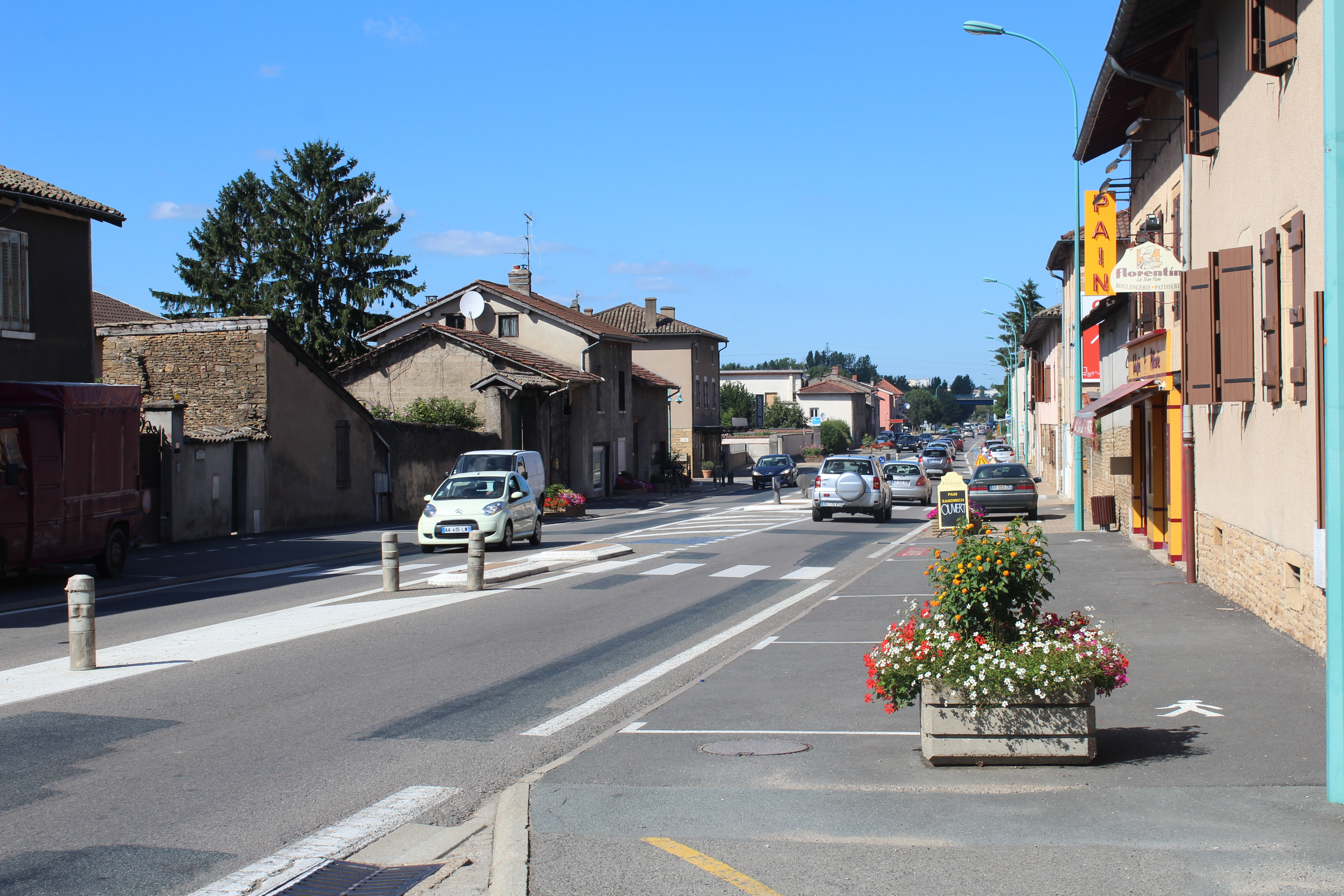
Route départementale D 906.

En plus des voies routières nationales, Varennes est traversée par deux routes départementales. La plus importante est la route départementale D 906 qui était la route nationale 6 avant son déclassement. Une partie de la route forme une frontière avec Vinzelles. La seconde traverse l'extrême nord-ouest de la commune, la route départementale D 169 qui relie la zone industrielle du Stand de Mâcon à Chânes.

#### Voies ferroviaires
Deux voies ferroviaires d'importance nationale traversent le village. La ligne à grande vitesse Paris - Lyon - Marseille scinde le territoire communal en deux en le traversant d'est en ouest. Les TGV partant en direction de Lyon viennent de la gare de Mâcon-Loché-TGV, au sud-ouest de Mâcon. Elle traverse ensuite la Saône pour traverser l'ouest de l'Ain.
La ligne traditionnelle Paris - Marseille via Dijon longe la route D906 mais ne traverse Varennes qu'au nord-ouest. La gare reliée à la ligne étant la plus proche est la gare de Mâcon-Ville qui est desservie par des TER Dijon - Mâcon - Lyon et quelques TGV reliant le nord-est de la France à la Méditerranée. Elle est reliée par la LGV Sud-Est par une voie de raccordement qui traverse aussi le nord-ouest du village.

#### Transports urbains
La commune est en périphérie de Mâcon, Varennes est reliée au réseau Tréma par l'intermédiaire de la ligne D mais le village ne dispose pas d'arrêt.

## Urbanisme

### Typologie
Au 1er janvier 2024, Varennes-lès-Mâcon est catégorisée ceinture urbaine, selon la nouvelle grille communale de densité à sept niveaux définie par l'Insee en 2022.
Elle appartient à l'unité urbaine de Mâcon, une agglomération inter-régionale regroupant 16  communes, dont elle est une commune de la banlieue,,. Par ailleurs la commune fait partie de l'aire d'attraction de Mâcon, dont elle est une commune de la couronne,. Cette aire, qui regroupe 105 communes, est catégorisée dans les aires de 50 000 à moins de 200 000 habitants,.

### Occupation des sols
L'occupation des sols de la commune, telle qu'elle ressort de la base de données européenne d’occupation biophysique des sols Corine Land Cover (CLC), est marquée par l'importance des territoires agricoles (67,6 % en 2018), en diminution par rapport à 1990 (71,2 %). La répartition détaillée en 2018 est la suivante : 
prairies (58,7 %), eaux continentales (16,3 %), zones urbanisées (15,4 %), zones agricoles hétérogènes (5,3 %), terres arables (3,6 %), zones industrielles ou commerciales et réseaux de communication (0,7 %). L'évolution de l’occupation des sols de la commune et de ses infrastructures peut être observée sur les différentes représentations cartographiques du territoire : la carte de Cassini (XVIIIe siècle), la carte d'état-major (1820-1866) et les cartes ou photos aériennes de l'IGN pour la période actuelle (1950 à aujourd'hui).

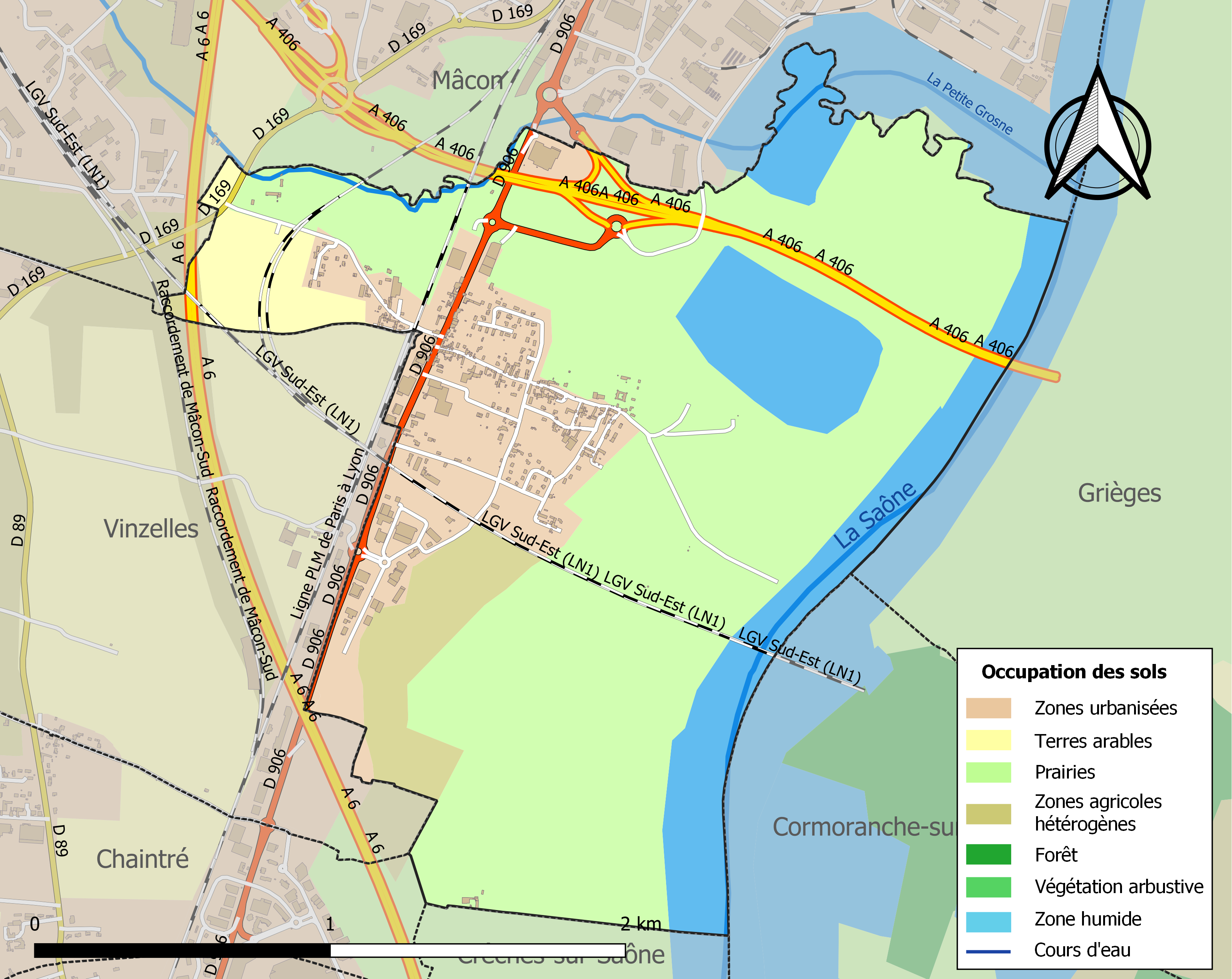
Carte des infrastructures et de l'occupation des sols de la commune en 2018 (CLC).

## Toponymie

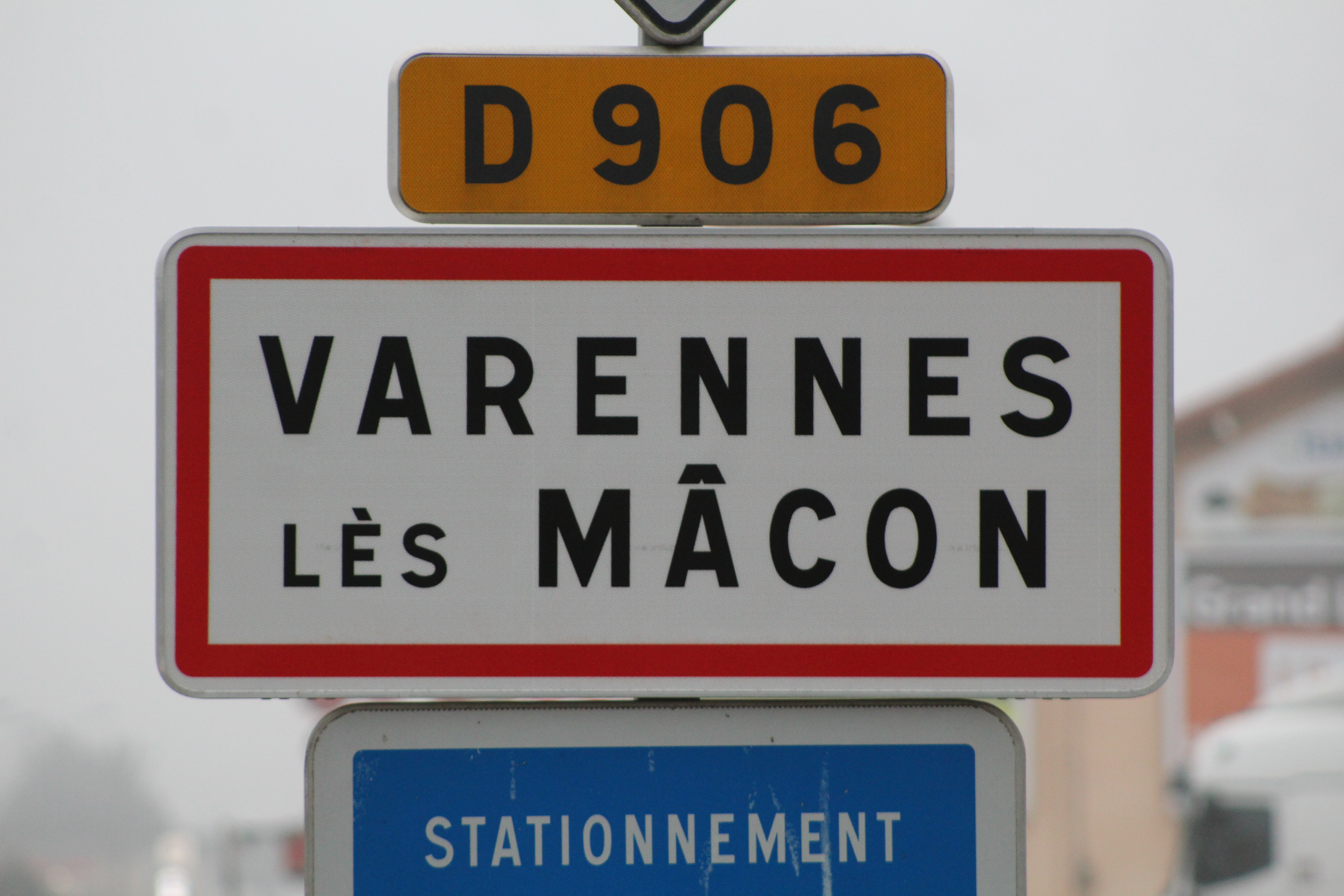
Panneau d'entrée du village.

### Origine du nom
Le nom est composé de Varennes qui est le premier nom de la commune et du complément lès-Mâcon qui marque la proximité entre le village et la préfecture de Saône-et-Loire.

### Anciens noms
La première mention du village date de 866 sous le nom de Varenna ou de Varennas dans le cartulaire de Saint-Vincent-de-Mâcon. Dans le même ouvrage, Varennas super Craona est mentionné vers 968 et Varennis est évoqué vers 1031. De plus, ce cartulaire cite Varennis in ripa Graone en 1107. Avant 1312, on trouve le nom de Varenarum.
Le nom de Varennes est cité pour la première fois en 1478, Varenes est le nom du village autour de 1543. En 1647, le nom pour se référer à la paroisse est Varennes près Mâcon alors qu'on retrouve Varennes en 1666 et Varenne en 1687.
En 1760, Varenne devient Varenne-près-Mâcon puis Varenne-sous-Mâcon en 1780. Selon les archives nationales, Varennes est le nom de la commune en 1790. Selon la même source, ce nom est Varennes lès Mâcon en l'an II (1793-1794). Le bulletin des lois utilise le nom de Varennes en l'an X. On trouve une mention du nom actuel de Varennes-lès-Mâcon en 1892.

## Histoire
1927 : fondation par les vignerons de la commune de l'une des toutes premières caves coopératives de Saône-et-Loire, la coopérative vinicole de Varennes-lès-Mâcon, créée la même année que celles, voisines, de Lugny, Azé, Igé et Clessé (la première cave coopérative étant celle de Saint-Gengoux-de-Scissé fondée dès 1925).
En 1967, deux fours à poterie datant de la Tène D1 (150 - 70 av. J.-C) sont découverts dans le village gaulois.

## Politique et administration

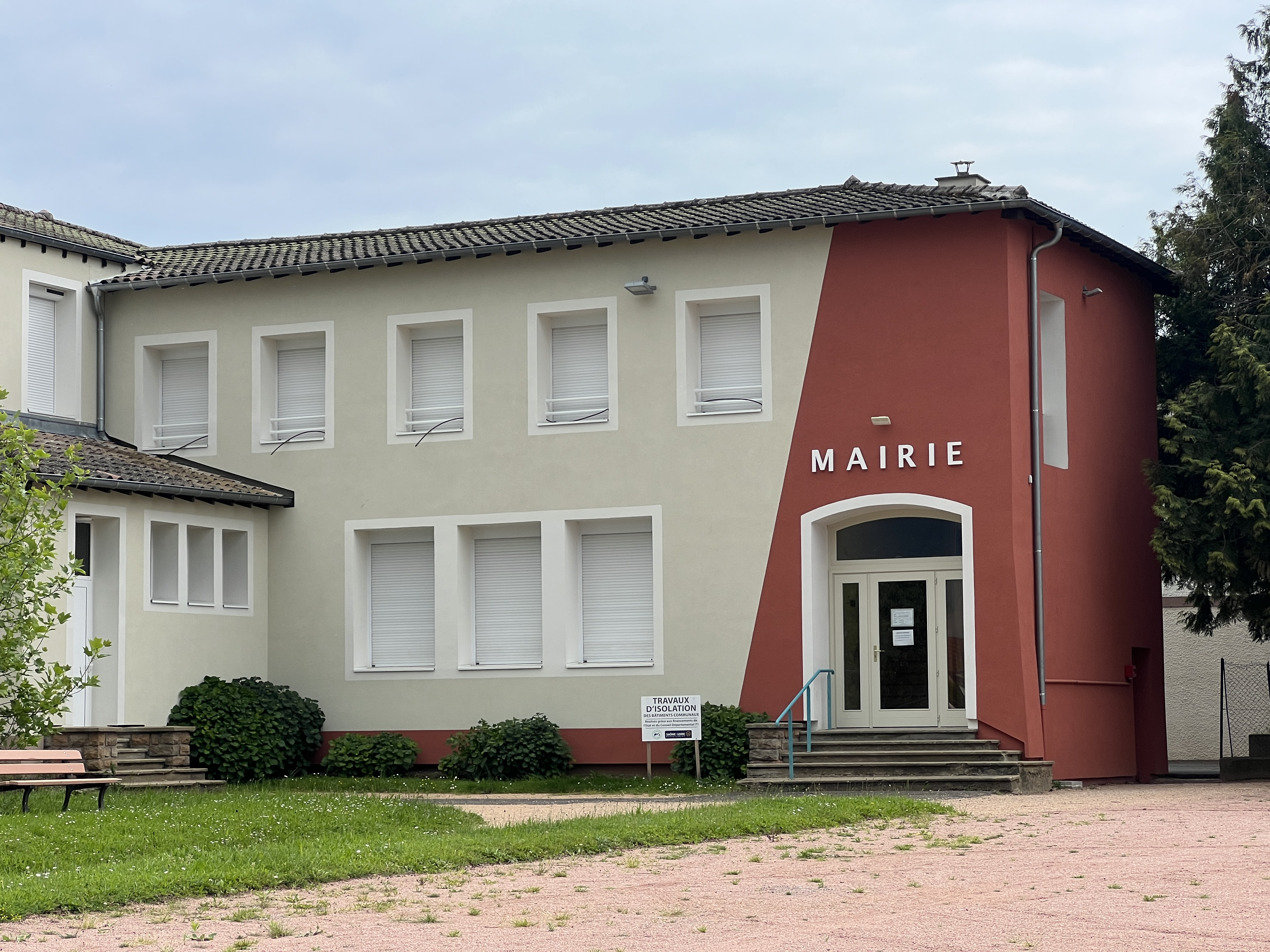
Mairie.

### Administration municipale
Le conseil municipal se compose du maire, de ses quatre adjoints et de neuf autres conseillers. Ils sont répartis en dix-sept groupes de travail, appelés commissions qui sont les suivantes : budget - finances, bâtiments - cimetière - marchés publics - appel d'offres, voirie, assainissement - station d'épuration - tri sélectif, école - RPI - cantine, CCAS - affaires sociales - personnes âgées, personnel communal, police municipale - surveillance - sécurité - plan de sauvegarde, communication - internet - bulletin municipal, impôts - liste électorale, culture, conseil communal des jeunes, permis de construire - PLU, fêtes - cérémonies, entreprises - commerces, espace rural - fleurissement - embellissement, question de défense.
Les jeunes sont aussi mis à contribution dans la vie de la commune puisqu'il existe un conseil communal des jeunes.

### Maires successifs
| Période                                  | Période   | Identité         | Étiquette | Qualité |
| ---------------------------------------- | --------- | ---------------- | --------- | ------- |
| mars 2001                                | mars 2008 | Christian Daniel |           |         |
| mars 2008                                | mars 2014 | Maurice Gelin    |           |         |
| mars 2014                                | en cours  | Guy Manthoux     |           |         |
| Les données manquantes sont à compléter. |           |                  |           |         |

## Population et société

### Démographie
L'évolution du nombre d'habitants est connue à travers les recensements de la population effectués dans la commune depuis 1793. Pour les communes de moins de 10 000 habitants, une enquête de recensement portant sur toute la population est réalisée tous les cinq ans, les populations de référence des années intermédiaires étant quant à elles estimées par interpolation ou extrapolation. Pour la commune, le premier recensement exhaustif entrant dans le cadre du nouveau dispositif a été réalisé en 2004.

En 2022, la commune comptait 581 habitants, en évolution de +7,79 % par rapport à 2016 (Saône-et-Loire : −1,06 %, France hors Mayotte : +2,11 %).
| 1793 | 1800 | 1806 | 1821 | 1831 | 1836 | 1841 | 1846 | 1851 |
| ---- | ---- | ---- | ---- | ---- | ---- | ---- | ---- | ---- |
| 149  | 188  | 254  | 235  | 245  | 242  | 236  | 259  | 252  |

| 1856 | 1861 | 1866 | 1872 | 1876 | 1881 | 1886 | 1891 | 1896 |
| ---- | ---- | ---- | ---- | ---- | ---- | ---- | ---- | ---- |
| 300  | 280  | 297  | 303  | 297  | 270  | 273  | 243  | 260  |

| 1901 | 1906 | 1911 | 1921 | 1926 | 1931 | 1936 | 1946 | 1954 |
| ---- | ---- | ---- | ---- | ---- | ---- | ---- | ---- | ---- |
| 260  | 266  | 267  | 261  | 268  | 269  | 273  | 298  | 333  |

| 1962 | 1968 | 1975 | 1982 | 1990 | 1999 | 2004 | 2006 | 2009 |
| ---- | ---- | ---- | ---- | ---- | ---- | ---- | ---- | ---- |
| 378  | 437  | 429  | 455  | 438  | 480  | 460  | 518  | 553  |

| 2014 | 2019 | 2022 | - | - | - | - | - | - |
| ---- | ---- | ---- | - | - | - | - | - | - |
| 535  | 566  | 581  | - | - | - | - | - | - |

### Enseignement

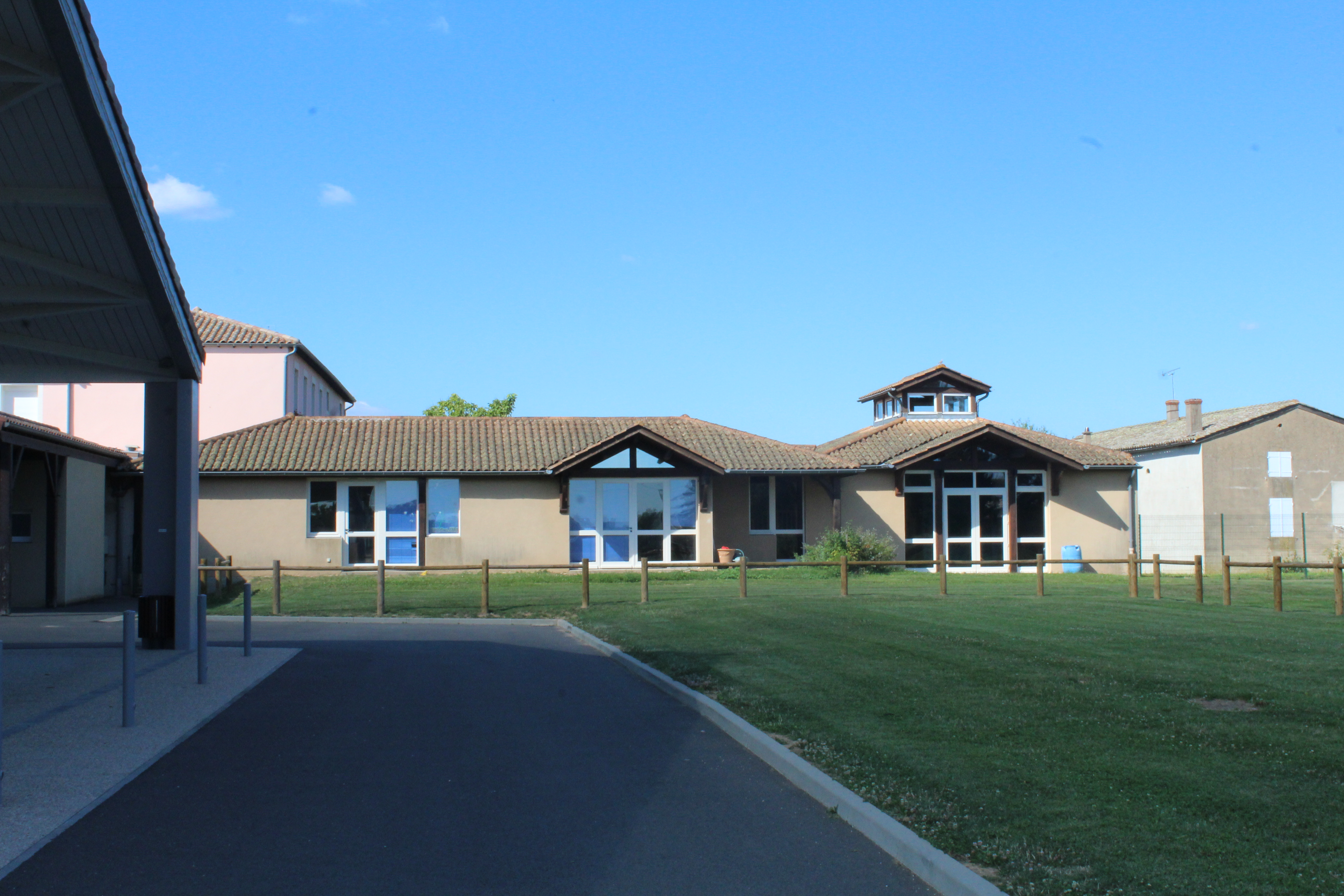
École Marcel Large.

Il n'y a qu'une seul école à Varennes qui est l'école publique Marcel Large. Elle fait partie d'un RPI avec l'école de Vinzelles. Cette dernière accueille les élèves des deux communes qui sont entre le CE2 et le CM2, ils sont répartis en deux classes. L'école de la commune accueille les enfants de la petite section au CE1 qui sont répartis en trois classes.
Après leur scolarité dans le secteur primaire, les élèves entrant au collège intègrent le collège Saint-Exupéry situé à Mâcon. Enfin, ceux qui passent en Seconde sont dirigés vers le lycée Lamartine de Mâcon.

### Sport

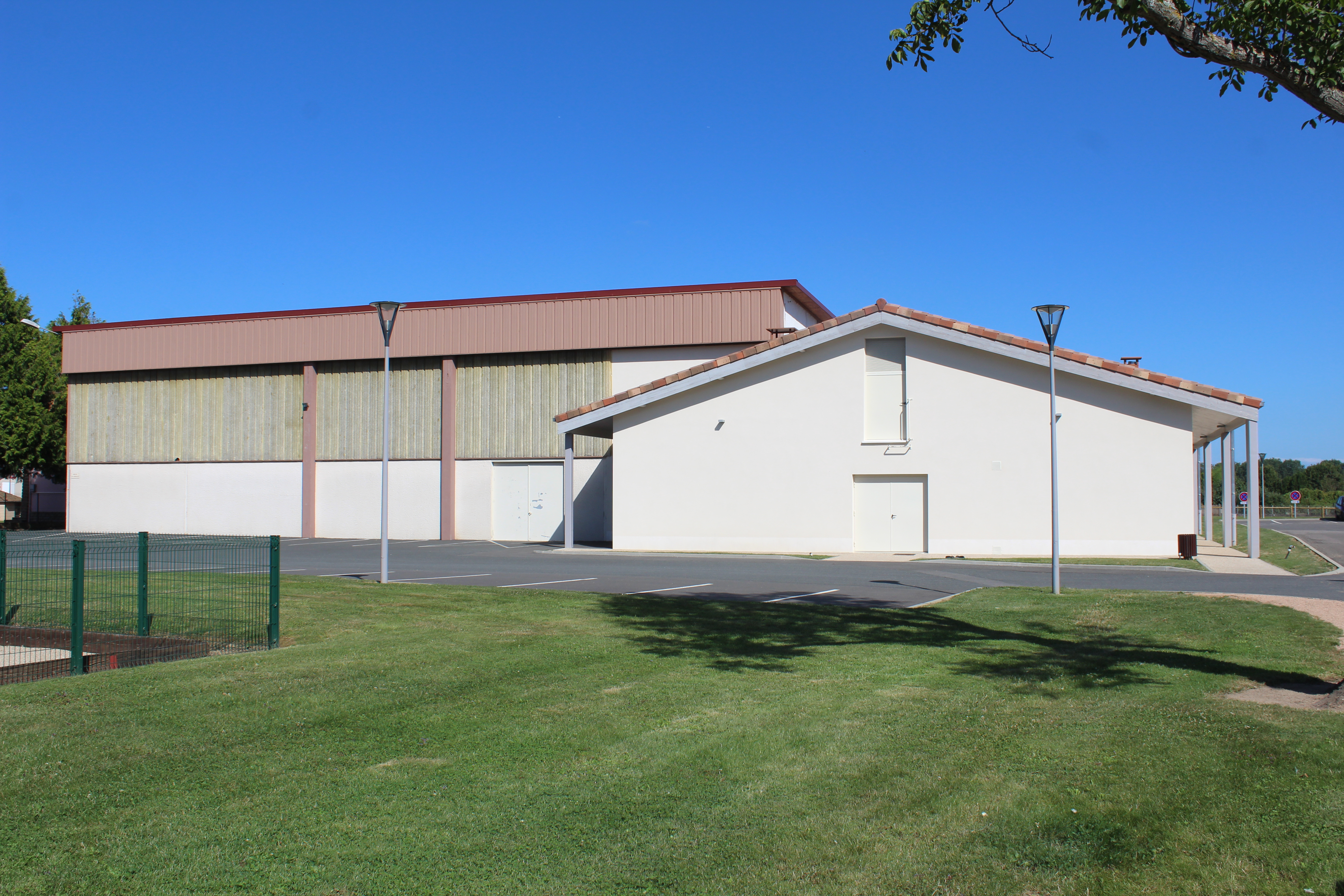
Complexe Henri Denuziller.

Même s'il y a peu d'habitants dans la commune, Varennes dispose de quelques clubs sportifs dont Varennes - Sports et Loisirs qui est constitué de deux sections. La première est la section masculine qui propose du badminton, du basketball, du football et du handball. La section féminine ne propose que du badminton. L'autre club sportif du village est l'ASLV qui propose la gymnastique et le yoga.
Le complexe Henri Denuziller est une salle qui permet d'accueillir des événements sportifs.

### Culte
Varennes-lès-Mâcon appartient à l'une des sept paroisses composant le doyenné de Mâcon (doyenné relevant du diocèse d'Autun) : la paroisse Notre-Dame-des-Vignes en Sud-Mâconnais, paroisse qui a son siège à La Chapelle-de-Guinchay et qui regroupe quatorze villages du Mâconnais.

### Médias locaux
- Le Journal de Saône-et-Loire paraît tous les jours dans le Mâconnais avec l'édition de Mâcon.
- France 3 Bourgogne est la décrochage local de France 3 qui propose chaque soir un journal télévisé traitant des faits de la région.
- France Bleu Bourgogne est la station locale de France Bleu.
- mâcon.infos est un site Internet proposant les actualités de Mâcon de ses alentours.
- Les radios locales Aléo et Club Altitude RCF sont diffusées dans la région mâconnaise.

## Culture et patrimoine

### Lieux et monuments
- Le château de Beaulieu est le seul site de la commune qui est inscrit au titre des monuments historiques depuis le 12 novembre 1992[27].
- Le château de Varennes-lès-Mâcon, construit au XVIe siècle sur les bases d'un ancien fort, est une propriété privée.
- L'église Saint-Marcel, qui date du XIe siècle, dans laquelle est notamment visible un « retable de la Sainte Famille », œuvre de l'artiste Michel Bouillot.
- Entre l'église et le château se trouve une porte romaine.
- Un monument en l'honneur des soldats de Varennes morts au combat prend place à mi-chemin entre l'église et la mairie.
- Le long de cette rue, il y a une stèle en l'honneur des soldats tués durant les conflits en Afrique du Nord durant les années 1950 et 1960.

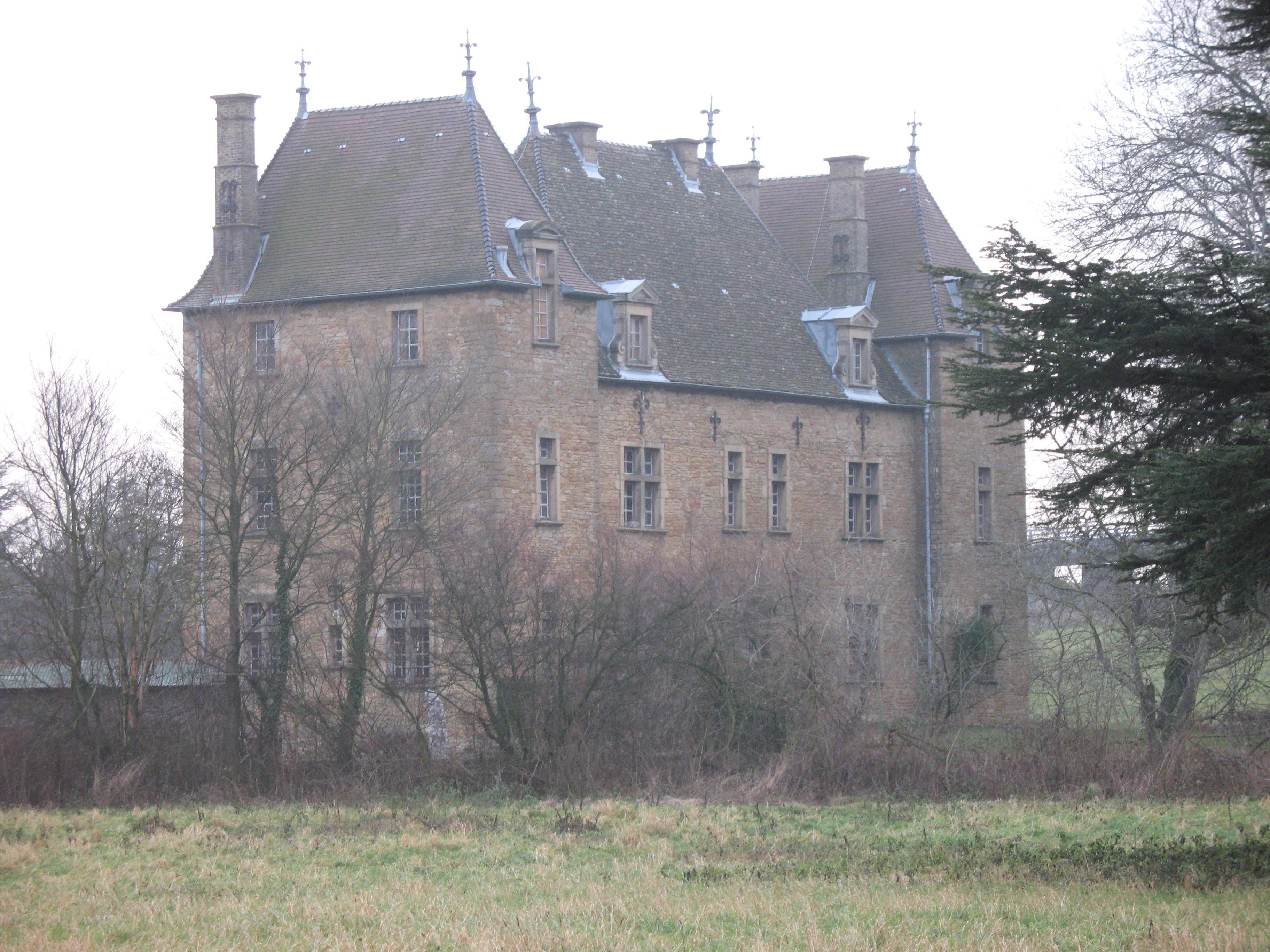
Château de Baulieu.
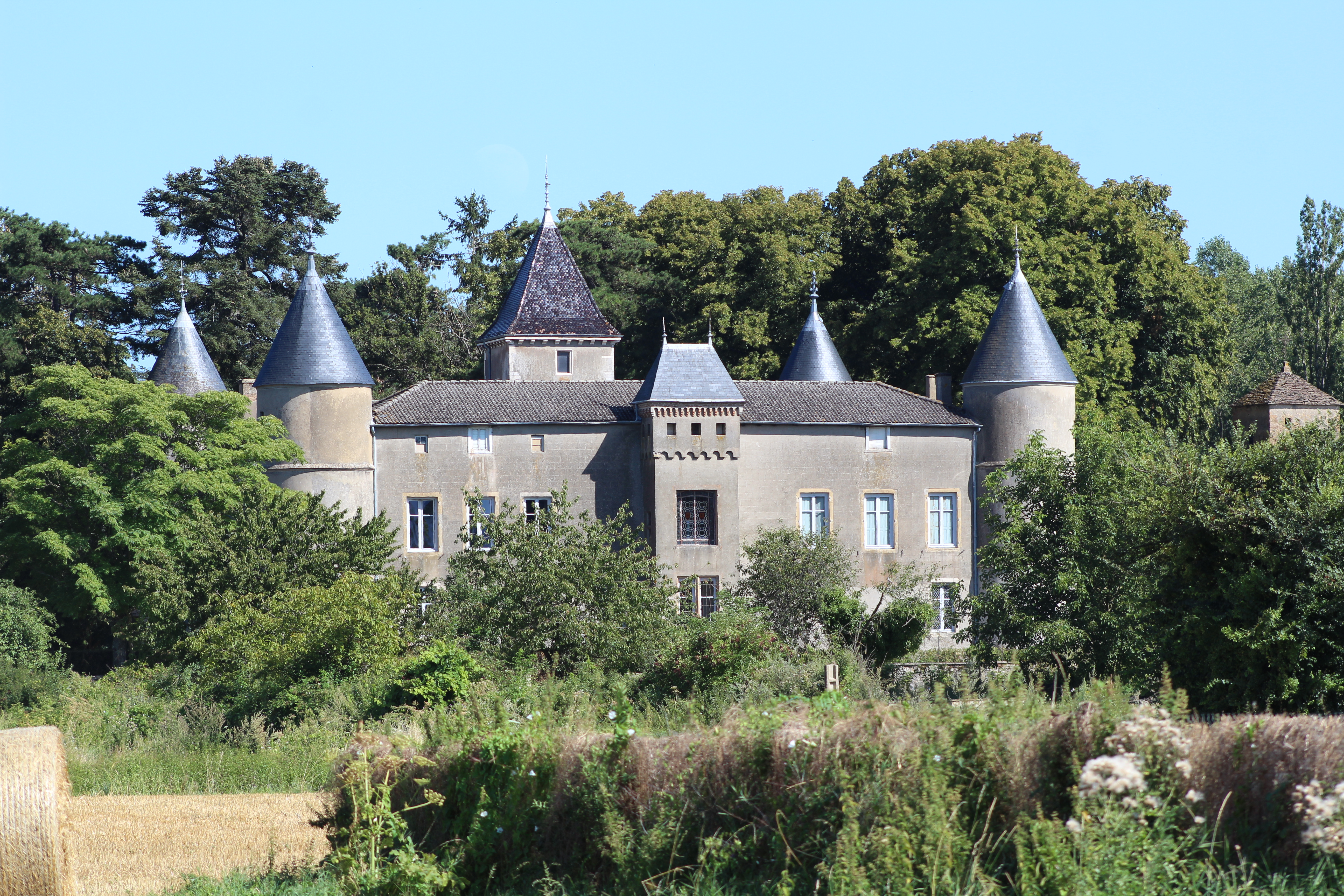
Château de Varennes.
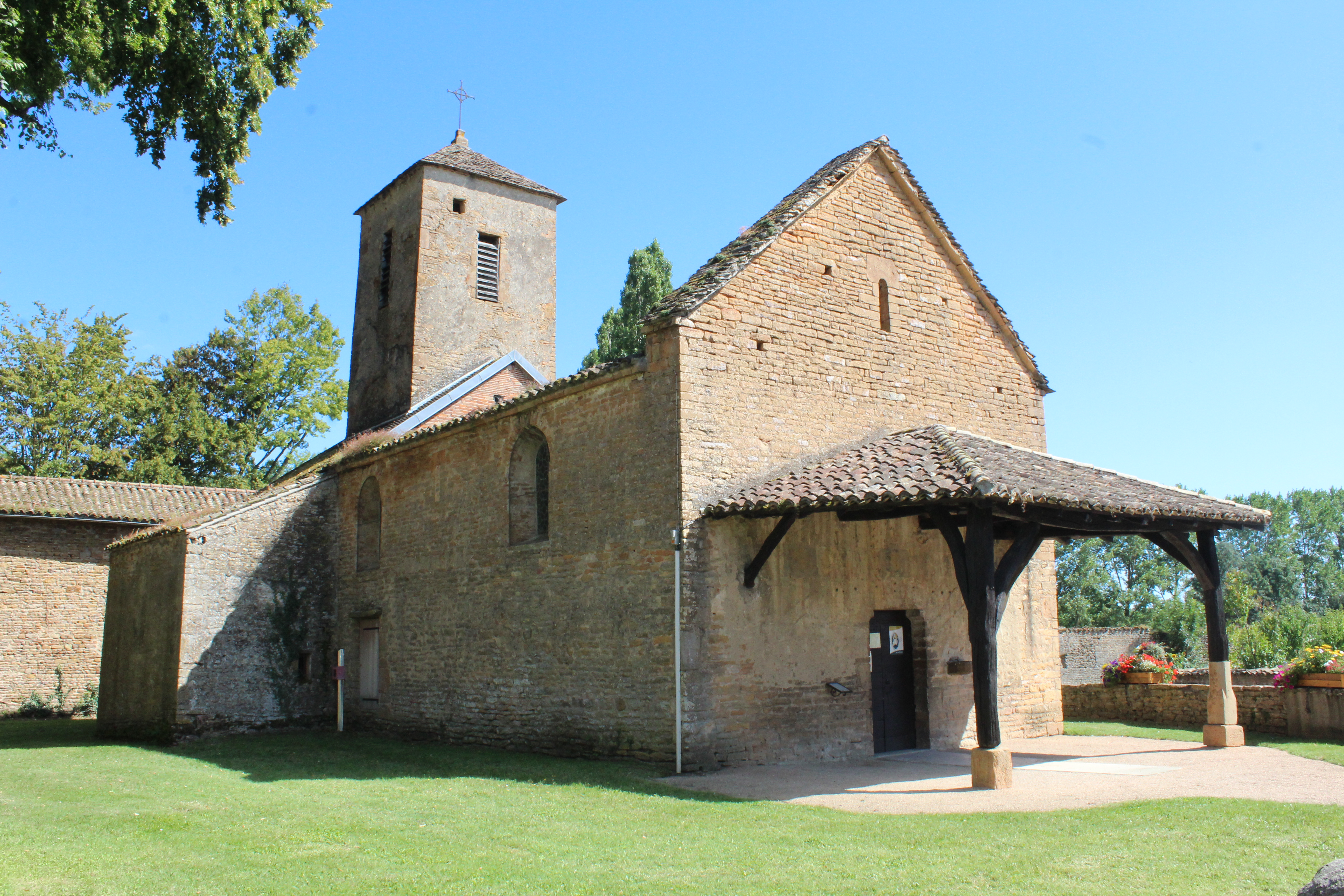
Église Saint-Marcel.
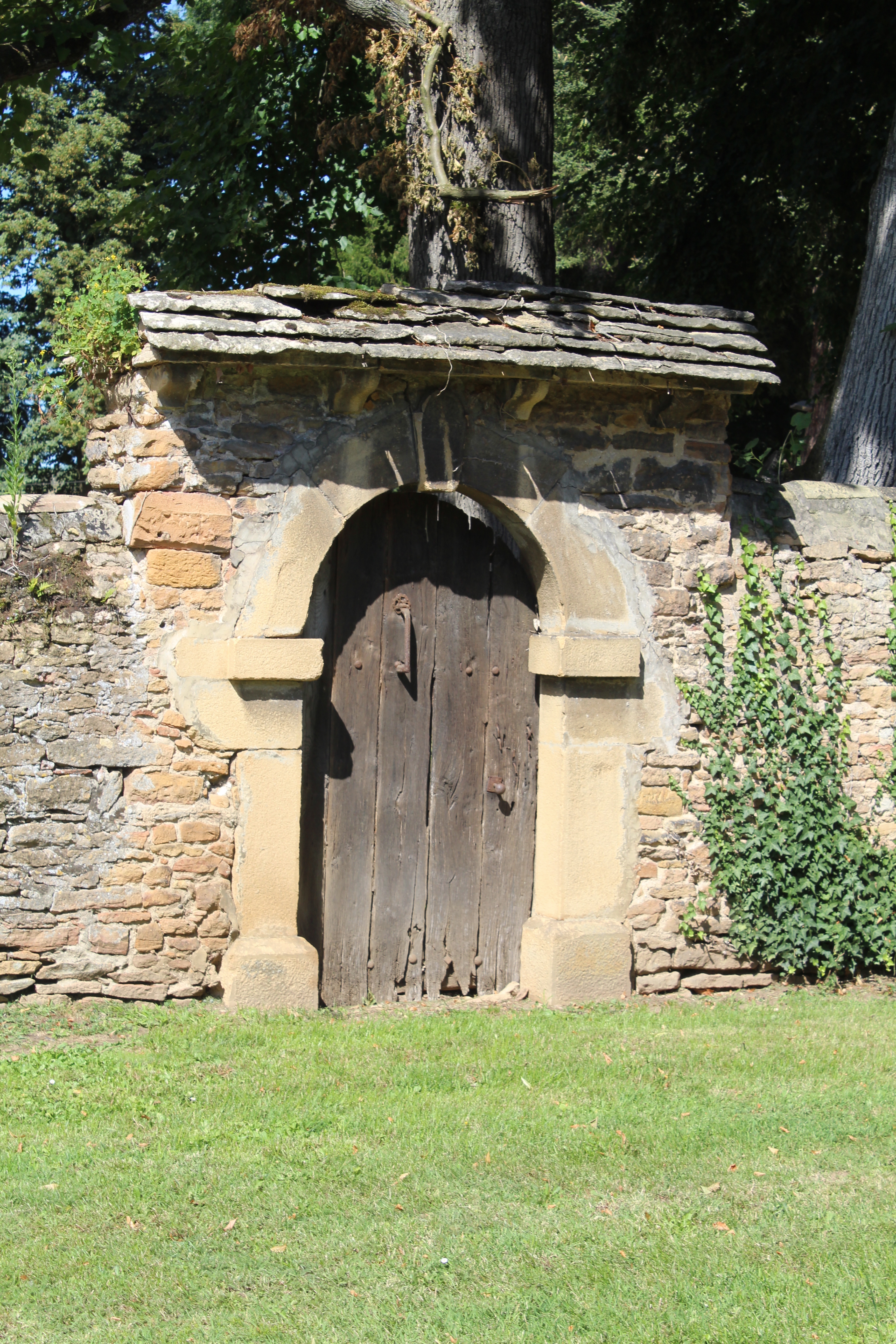
Porte romaine.
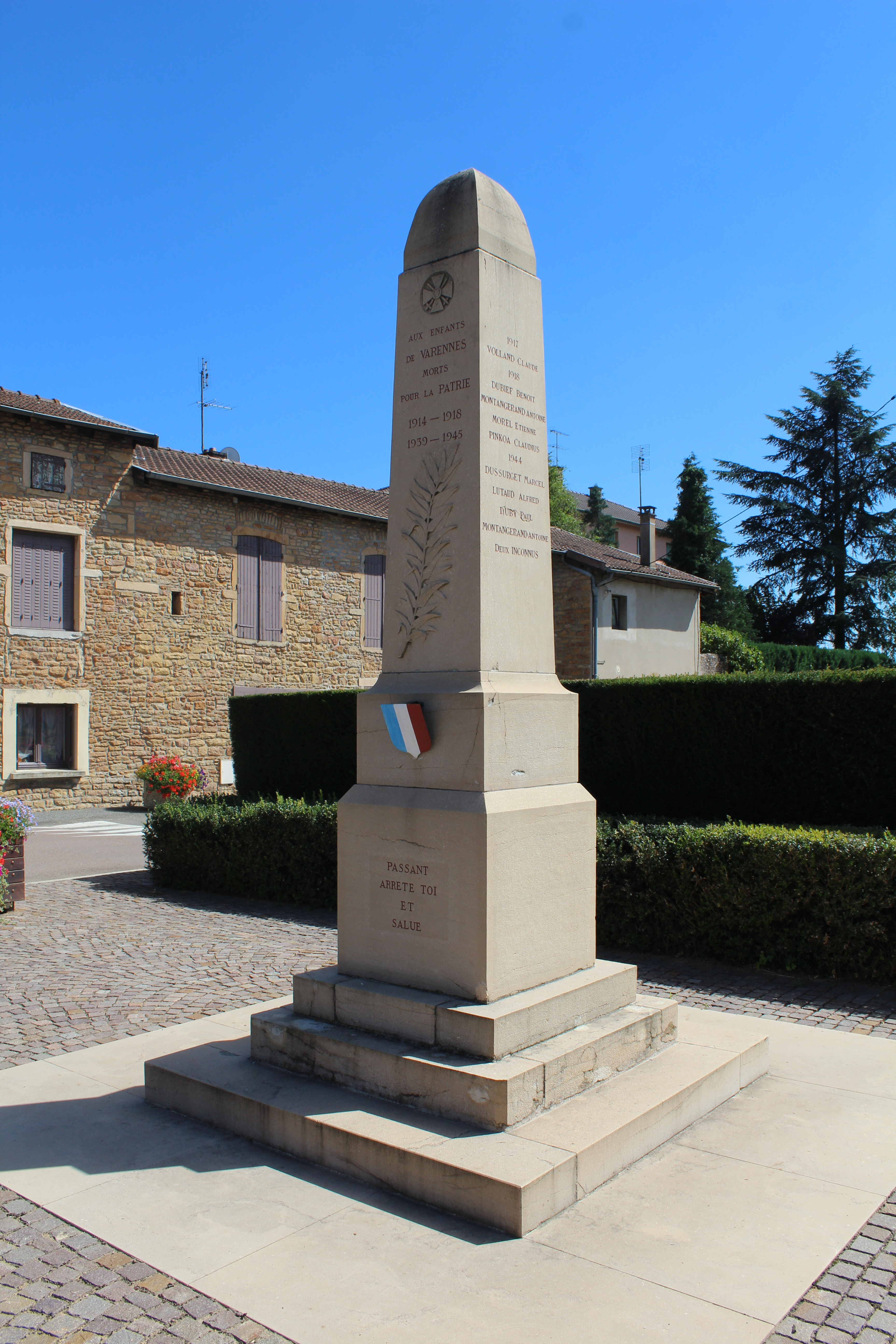
Monument aux morts.
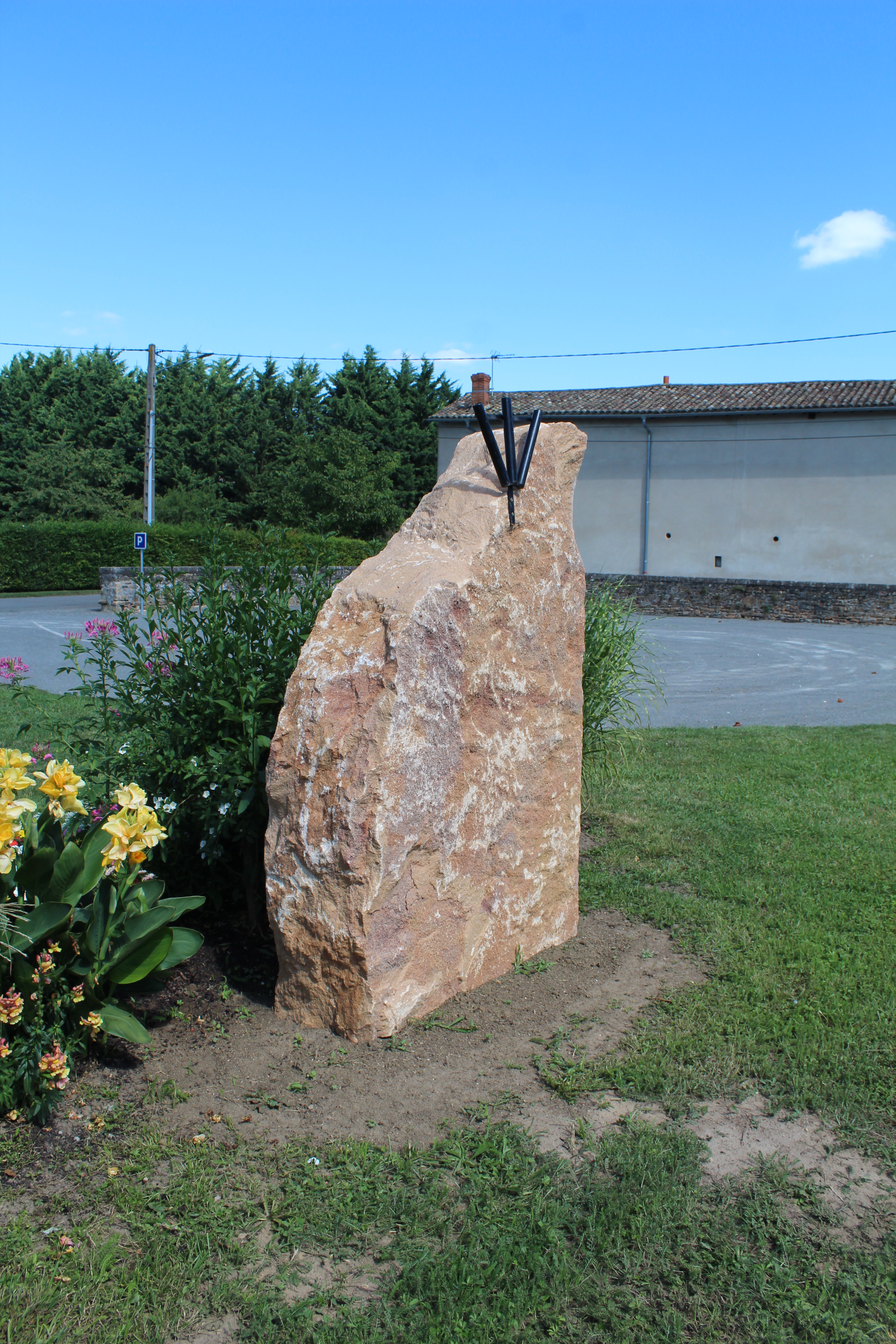
Stèle Afrique du Nord de dos.

### Gastronomie
Varennes est située dans une région viticole. Selon le décret de 2009, la commune se situe dans l'aire de proximité immédiate définie par dérogation pour la vinification et l'élaboration des vins de Mâcon villages.
La ville se trouve dans l'aire géographique de l'AOC Mâconnais qui est un fromage au lait cru entier de chèvre. Cela signifie qu'il est possible de produire le lait du fromage, de fabriquer et d'affiner les fromages.

### Personnalités liées à la commune
- Fernand Dubief (1850-1916), homme politique.

## Pour approfondir